# Gasteracantha
Gasteracantha is een geslacht van spinnen uit de familie der wielwebspinnen (Araneidae). 

## Kenmerken
De soorten uit dit geslacht bezitten een reeks karakteristieke uitsteeksels aan het achterlijf. Vooral bij de wijfjes is dit erg uitgesproken; bij de mannetjes beperken deze extremiteiten zich tot stompe uitstulpingen. De meeste soorten worden niet groter dan 30 mm. 

## Leefwijze
Deze spinnen hangen vaak in het midden van hun web in struiken en bomen, maar ze maken ook weleens een web op een huismuur.

## Verspreiding en leefgebied
Soorten van dit geslacht komen voor in subtropische tot tropische gebieden over de hele wereld.

## Soorten en ondersoorten
- Gasteracantha aciculata (Pocock, 1899)
- Gasteracantha acutispina Dahl, 1914
- Gasteracantha audouini Guérin, 1838
- Gasteracantha beccarii Thorell, 1877
- Gasteracantha biloba (Thorell, 1878)
- Gasteracantha cancriformis (Linnaeus, 1758)
  - Gasteracantha cancriformis gertschi Archer, 1941
- Gasteracantha clarki Emerit, 1974
- Gasteracantha clavatrix (Walckenaer, 1842)
- Gasteracantha clavigera Giebel, 1863
- Gasteracantha crucigera Bradley, 1877
- Gasteracantha curvispina (Guérin, 1837)
- Gasteracantha curvistyla Dahl, 1914
- Gasteracantha cuspidata C.L. Koch, 1837
- Gasteracantha dalyi Pocock, 1900
- Gasteracantha diadesmia Thorell, 1887
- Gasteracantha diardi (Lucas, 1835)
- Gasteracantha doriae Simon, 1877
- Gasteracantha falcicornis Butler, 1873
- Gasteracantha fasciata Guérin, 1838
- Gasteracantha flava Nicolet, 1849
- Gasteracantha fornicata (Fabricius, 1775)
- Gasteracantha frontata Blackwall, 1864
- Gasteracantha gambeyi Simon, 1877
- Gasteracantha geminata (Fabricius, 1798)
- Gasteracantha hecata (Walckenaer, 1842)
- Gasteracantha interrupta Dahl, 1914
- Gasteracantha irradiata (Walckenaer, 1842)
- Gasteracantha janopol Barrion & Litsinger, 1995
- Gasteracantha kuhli C.L. Koch, 1837
- Gasteracantha lepelletieri (Guérin, 1825)
- Gasteracantha lunata Guérin, 1838
- Gasteracantha martensi Dahl, 1914
- Gasteracantha mediofusca (Doleschall, 1859)
- Gasteracantha mengei Keyserling, 1864
- Gasteracantha metallica (Pocock, 1898)
- Gasteracantha milvoides Butler, 1873
- Gasteracantha notata Kulczynski, 1910
- Gasteracantha panisicca Butler, 1873
- Gasteracantha parangdiadesmia Barrion & Litsinger, 1995
- Gasteracantha pentagona (Walckenaer, 1842)
- Gasteracantha picta (Thorell, 1892)
- Gasteracantha quadrispinosa O. P.-Cambridge, 1879
- Gasteracantha recurva Simon, 1877
- Gasteracantha regalis Butler, 1873
- Gasteracantha remifera Butler, 1873
- Gasteracantha rhomboidea Guérin, 1838
  - Gasteracantha rhomboidea comorensis Strand, 1917
  - Gasteracantha rhomboidea madagascariensis Vinson, 1863
- Gasteracantha rubrospinis Guérin, 1838
- Gasteracantha rufithorax Simon, 1881
- Gasteracantha sacerdotalis L. Koch, 1872
- Gasteracantha sanguinea Dahl, 1914
- Gasteracantha sanguinolenta C.L. Koch, 1844
  - Gasteracantha sanguinolenta andrefanae Emerit, 1974
  - Gasteracantha sanguinolenta bigoti Emerit, 1974
  - Gasteracantha sanguinolenta emeriti Roberts, 1983
  - Gasteracantha sanguinolenta insulicola Emerit, 1974
  - Gasteracantha sanguinolenta legendrei Emerit, 1974
  - Gasteracantha sanguinolenta mangrovae Emerit, 1974
- Gasteracantha sapperi Dahl, 1914
- Gasteracantha sauteri Dahl, 1914
- Gasteracantha scintillans Butler, 1873
- Gasteracantha signifera Pocock, 1898
  - Gasteracantha signifera bistrigella Strand, 1915
  - Gasteracantha signifera heterospina Strand, 1915
  - Gasteracantha signifera pustulinota Strand, 1915
- Gasteracantha simoni O. P.-Cambridge, 1879
- Gasteracantha sororna Butler, 1873
- Gasteracantha sturi (Doleschall, 1857)
- Gasteracantha subaequispina Dahl, 1914
- Gasteracantha taeniata (Walckenaer, 1842)
  - Gasteracantha taeniata analispina Strand, 1911
  - Gasteracantha taeniata anirensis Strand, 1911
  - Gasteracantha taeniata lugubris Simon, 1898
  - Gasteracantha taeniata novahannoveriana Dahl, 1914
- Gasteracantha theisii Guérin, 1838
- Gasteracantha thomasinsulae Archer, 1951
- Gasteracantha thorelli Keyserling, 1864
- Gasteracantha tondanae Pocock, 1897
- Gasteracantha transversa C.L. Koch, 1837
- Gasteracantha unguifera Simon, 1889
- Gasteracantha versicolor (Walckenaer, 1842)
  - Gasteracantha versicolor avaratrae Emerit, 1974
  - Gasteracantha versicolor formosa Vinson, 1863
- Gasteracantha westringi Keyserling, 1864